# Bar Cenisio
Bar Cenisio (oppure Barcenisio) è una frazione del comune di Venaus nella città metropolitana di Torino, nei pressi del confine dell'Italia con la Francia.

## Descrizione
È l'ultima frazione italiana della Val Cenischia prima del confine italo-francese, a pochi chilometri dal colle del Moncenisio e a circa 14 km da Susa.
La frazione, si sviluppa a partire dalla Strada Statale 25 fino alla fine di un breve vallone glaciale, dove trova sede un gruppo di case leggermente distaccato, detto "Fondo Bar". Su una collinetta, assieme alle case più vecchie del paese, si trova la Cappella dedicata alla Madonna della Neve.
Interessanti mete escursionistiche raggiungibili da Bar Cenisio sono il Rifugio Piero Vacca (2.670 m), il rifugio Avanzà (2.578 m), il piccolo lago Arpone (1.821 m) e le principali cime circostanti: il Monte Giusalet (3.313 m), la Cima di Bard (3.150 m) e la Punta della Vecchia (2.993 m), il Toasso Bianco (2.622 m).

## Storia
Fra il 1868 e il 1871 la località fu servita da una fermata della ferrovia del Moncenisio, detta anche Ferrovia Fell. Situata in una posizione estremamente strategica, ne ha fatto un posto di frontiera e di concentrazione militare fino all'istituzione della Europa Unita. L'abitato è attualmente luogo di villeggiatura prevalentemente estivo, anche se risultano una decina di residenti stabili.
La festa della frazione cade il primo weekend di agosto (Madonna delle Nevi): durante questa occasione si può ammirare "la danza" degli Spadonari di Venaus.